# Fissicaudus areolatus
Fissicaudus areolatus är en stekelart som först beskrevs av Samanta, Tamili och Dinendra Raychaudhuri 1985.  Fissicaudus areolatus ingår i släktet Fissicaudus och familjen bracksteklar. Inga underarter finns listade i Catalogue of Life.